# Bunyó karácsonyig
A Bunyó karácsonyig (eredeti cím: Botte di Natale) 1994-ben bemutatott olasz–német–amerikai westernfilm, főszereplője Bud Spencer és Terence Hill, akiknek ez az utolsó közös filmje.
A film rendezője Terence Hill, a producerei Giuseppe Pedersoli és Matthias Wendlandt, a forgatókönyvírói Jess Hill és Ozgur Uzum, a zeneszerzője Pino Donaggio. A mozifilm a Rialto Film gyártásában készült.
Olaszországban 1994. december 22-én, Magyarországon 1995. május 4-én mutatták be a mozikban.
Bujtor István ebben a filmben szinkronizálta utoljára Bud Spencert.

## Szereplők
| Szereplő                  | Színész             | Magyar hang                  |
| ------------------------- | ------------------- | ---------------------------- |
| Travis                    | Terence Hill        | Ujréti László                |
| Moses                     | Bud Spencer         | Bujtor István                |
| Nagymama                  | Ruth Buzzi          | Halász Aranka                |
| ifjú Moses                | Jonathan Tucker     | Molnár Levente               |
| Dodge                     | Neil Summers        | Harsányi Gábor               |
| Bridget                   | Anne Kasprik        | Für Anikó                    |
| Melie                     | Eva Haßmann         | Györgyi Anna                 |
| Fox seriff                | Ron Carey           | Láng József                  |
| Joey seriffhelyettes      | Fritz Sperberg      | Bezerédi Zoltán              |
| Sam Stone                 | Boots Southerland   | Rajhona Ádám                 |
| Janie                     | Radha Delamarter    | Jani Ildikó                  |
| Jessica                   | Paloma von Broadley | Báthory Orsolya              |
| Mary Lou                  | Samantha Waidler    | Szentesi Dóra                |
| Mädchen                   | Sommer Betsworth    | Zsigmond Tamara              |
| Russel Pyle, a fényképész | J.D. Garfield       | Szűcs Sándor                 |
| Telegráfos                | Jess Hill           | Holl Nándor                  |
| Black Jack                | Adam Taylor         | Varga Tamás                  |
| Nagydarab cowboy          | Steven Gregory      | Varga Tamás                  |
| Indián                    | William P. Yazzie   | Botár Endre                  |
| Bíró                      | Jack Caffrey        | Pataky Imre                  |
| Sam Stone emberei         | N/A                 | Bácskai János Barbinek Péter |
| Bábjátékos (hang)         | N/A                 | Bor Zoltán                   |
| Fiatal srác               | N/A                 | Hamvas Dániel                |

## Televíziós megjelenések
TV3, RTL Klub, TV2, Film+, Poén TV, Mozi+, AMC

## Fordítás
- Ez a szócikk részben vagy egészben  a   Troublemakers (film) című angol Wikipédia-szócikk fordításán alapul.  Az eredeti cikk szerkesztőit annak laptörténete sorolja fel. Ez a jelzés csupán a megfogalmazás eredetét és a szerzői jogokat jelzi, nem szolgál a cikkben szereplő információk forrásmegjelöléseként.
- Ez a szócikk részben vagy egészben  a   Die Troublemaker című német Wikipédia-szócikk fordításán alapul.  Az eredeti cikk szerkesztőit annak laptörténete sorolja fel. Ez a jelzés csupán a megfogalmazás eredetét és a szerzői jogokat jelzi, nem szolgál a cikkben szereplő információk forrásmegjelöléseként.